# Oncophorus cirrhatus
Oncophorus cirrhatus là một loài rêu trong họ Dicranaceae. Loài này được Brid. Lindb. mô tả khoa học đầu tiên năm 1879.